# Жак-Картье
Жак-Картье (фр. Jacques-Cartier) — река в провинции Квебек, Канада. Длина реки составляет 161 км. Истоком является озеро Жак-Картье в заповеднике Laurentides, впадает в реку Святого Лаврентия в городе Доннакона. Охраняется национальной программой защиты рек Канады.
Река названа в честь французского мореплавателя Жака Картье, который открыл реку 9 июня 1534 года.